# Grégory Tafforeau
Grégory Tafforeau (Bois-Guillaume, 29 september 1976) is een Franse voetballer (verdediger) die sinds 2009 voor de Franse eersteklasser SM Caen uitkomt. Voordien speelde hij al eens voor die club van 1995 tot 2001. Van 2001 tot 2009 was hij actief bij OSC Lille.